# Pablo Pedro XII Sabbaghian
Pablo Pedro XII Sabbaghian (en armenio Պօղոս Պետրոս ԺԲ. Սապպաղեան, Boghos Bedros Sabbaghian) (Alepo, Imperio otomano, 12 de febrero de 1836 - Constantinopla, agosto de 1915) fue un religioso armenio, patriarca (Catholicós) de Cilicia y primado de la Iglesia católica armenia. 

## Biografía
Nació en Alepo (Siria), en aquel entonces perteneciente al Imperio otomano. Fue alumno del Seminario Patriarcal de Bzommar (Líbano). El 28 de agosto de 1901 fue nombrado eparca de Alejandría y consagrado obispo el 21 de noviembre siguiente. A la muerte de Pablo Pedro XI Emmanuelian fue elegido patriarca de los armenios católicos el 4 de agosto de 1904, y confirmado por la Santa Sede el 14 de noviembre de ese año. Presentó la dimisión en 1910, pasando a ser patriarca emérito, y murió en agosto de 1915.
| Predecesor: Pablo Pedro XI Emmanuelian | Patriarca de Cilicia de los Armenios 1904 - 1910 | Sucesor: Pablo Pedro XIII Terzian |